# 登張竹風
登張 竹風（とばり ちくふう、1873年（明治6年）10月2日 - 1955年（昭和30年）1月6日）は、日本のドイツ文学者、評論家。本名、信一郎（しんいちろう）。

## 生涯
広島県佐伯郡津久茂村（現・江田島市江田島町津久茂）生まれ。広島中学（現広島国泰寺高校）、山口高等中学校を経て東京帝国大学卒業(1897年)。母校旧制山口高校教授として赴任、当時の同僚に西田幾多郎、教え子にやがて法科に転じた河上肇やドイツ文学者として知られた片山孤村がいる。1901年、高山樗牛が「美的生活論」を発表すると、「美的生活論とニイチエ」を発表して樗牛に賛同し「美的生活論争」を惹き起こした。1902年『ニイチェと二詩人』『気焔録』でニーチェ主義を標榜する。東京高等師範学校教授となったが、その唱道する超人思想を危険視され職を追われた（当時の新聞は少年臀肉切取事件の裁判批判の筆禍で辞職と報じたが、誤解）。また、この頃、明治大学予科でも教鞭を執った。その後一時新聞記者をした後、本能に基く美的生活を高唱した小説『あらい髪』を書いて文名を高めた。1910年、第二高等学校に赴任、その磊落な気風から土井晩翠、粟野健次郎とともに二高の三大名物教授と称された。1927年、定年前に退職、帰京して再び浪々生活の後、法政大学、上智大学、満州建国大学教授を務める。文壇でも特異の論調を張り、個人主義思想に多大な影響を与え、同年代の姉崎嘲風、笹川臨風と並び明治の三風として聞こえた。1908年、自然主義全盛の時代に泉鏡花とともにハウプトマンの幻想劇『沈鐘』を訳し、1921年『ツァラトゥストラ』の序章を親鸞に則して訳註、論評した『如是経序品』を著し、1935年には全訳を『如是説法ツァラトゥストラー』として刊行した。ニーチェを我国に初めて紹介、また初の独和辞典『大独和辞典』(1912年)の編纂でも知られ、日本における独文学界の草分けの一人。泉鏡花の小説『婦系図』の登場人物・酒井俊蔵のモデルという説もある。
嫡子の登張正実は戦後に東大文学部独文科教授。また夫人・和子の実家は小山内薫の父・玄洋（建）広島在住時の自宅と隣人でその後も付き合いがあった。

## 著書
- ニイチエと二詩人 人文社, 1902
- あらひ髪 登張信一郎 文友館, 1902
- 気焔録 登張信一郎 金港堂, 1902
- 新教育論 芸術篇 登張信一郎 有朋館, 1903
- 読書と修養 登張信一郎 国光社, 1904
- こぼれ月 武田桜桃共著 嵩山堂, 1905
- 舌筆録 春陽堂, 1906
- 新式独和大辞典 大倉書店, 1919
- 大独日辞典 (Grosses deutsch-japanisches Wörterbuch von Bambuswind Tobari) 大倉書店, 1933
- 人間修行 中央公論社, 1934
- 竹風酔筆 南光社, 1936
- 遊戯三昧 山本書店, 1936
- 登張竹風遺稿追想集 郁文堂出版, 1965

## 翻訳
- 売国奴 金港堂, 1904
- 当世ハイカラ競 ベネディックス 橋本青雨共訳 金港堂, 1905
- 沈鐘 ハウプトマン 泉鏡花共訳　春陽堂, 1908
- 如是経 ニーチエ 星文館書店, 1921
- 如是説法 フリードリヒ・ニーチェ 山本書店, 1935
- ツァラトゥストラー ニーチェ 羽田書店, 1950

## 復刊
- 登張竹風/生田長江 新学社, 2006 (新学社近代浪漫派文庫)